# The Kovak Box
The Kovak Box är en spansk-engelsk långfilm från 2006 som regisserades av Daniel Monzón.

## Handling
David Norton är en populär science fiction-författare som inbjuds till en konferens på en tropisk ö. Han åker dit tillsammans med sin flickvän, som han planerar att gifta sig med. Men på hotellet dör hon av vad som verkar vara ett självmord, men David kan inte acceptera att hon skulle ha tagit livet av sig.
På samma hotell bor en ung kvinna, Silvia. Hon får ett telefonsamtal då hon står i duschen och i nästa sekund befinner hon sig på ett sjukhus. Läkarna påstår att hon försökt begå självmord genom att hoppa ut genom ett fönster. Men Silvia vet att det inte alls var så.
Snart inträffar fler dödsfall som alla tycks ha varit självmord. David och Silvia träffas och tillsammans börjar de undersöka de underliga dödsfallen. Och vem är Frank Kovak, som ständigt dyker upp från ingenstans?

## Om filmen
Filmen är smått inspirerad av Gloomy Sunday, en sång av Rezső Seress som påstås ha förorsakat en rad självmord och andra dödsfall. Billie Holidays inspelning av låten spelas ett antal gånger under filmens gång.

## Rollista i urval
- Timothy Hutton - David Norton
- Lucia Jemenez - Silvia
- David Kelly - Frank Kovak
- Gary Piquer - Jaume